# National Clandestine Service
De National Clandestine Service (NCS) is een onderdeel van de CIA dat tot taak heeft als nationale autoriteit te fungeren om de inspanningen op het gebied van human intelligence van de verschillende inlichtingendiensten in en buiten de Verenigde Staten te coördineren. Het opzetten van de NCS werd in maart 2005 bepleit door een presidentiële commissie en werd in oktober 2005 goedgekeurd door de President Bush. Het is een van de wijzigingen in de structuur van de Amerikaanse inlichtingenstructuur die het gevolg is van het falen van deze diensten bij het voorkomen van de terroristische aanslagen op 11 september 2001.
De NCS zal het gehele huidige Directorate of Operations van de CIA, waar naar verluidt 1000 tot 2000 mensen werken, gaan omvatten.